# Fiodor Minine
Fiodor Minine (en russe : Федор Алексеевич Минин) (vers 1709-après 1742) est un navigateur et explorateur russe du xviiie siècle. 

## Biographie
Il prend part comme pilote à la deuxième expédition du Kamtchatka avec Dimitri Ovtsyne (1734-1738) dans le but de cartographier la Sibérie entre les fleuves Ob et Ienisseï. 
En 1738, Ovtsyne le charge, en compagnie de Dimitri Sterlegov de longer la côte ouest de la péninsule de Taïmyr pour y croiser le détachement parti de la Léna. Sur l'Ob-Potchtalion, il atteint l'embouchure du Ienisseï le 16 août mais le 23, le navire est bloqué par les glaces par 73° 14' N. Minine reconnaît alors les parages puis le 30 août, décide d'aller hiverner sur la rivière Koureïka. L'année suivante, il doit hiverner à Turukhansk et ne progresse pas. Khariton Laptev lui fait parvenir des instructions en janvier 1740.
Minine envoie alors Sterlegov le long de la côte sibérienne, en traineaux à chiens avec mission d'atteindre le fleuve Taïmyr. Sterlegov rejoint la cap qui porte son nom par 75 ° 26' N (14 avril) mais en raison d'une grave ophtalmie, doit revenir. 
Lors d'une troisième tentative par mer qui débute le 3 juillet, Minine gagne l'embouchure de la Pyasina (20 août) et rebrousse chemin par 74° 15' N à cause des glaces. Il hiverne à Dudinka et revient à Saint-Pétersbourg en 1741. 
Accusé de laxisme et d'incompétence, d'ivrognerie, de cruauté et de vol, il est relevé de ses fonctions, dégradé et traduit en cour martiale. Sa trace se perd à cette date. Khariton Laptev est chargé de le remplacer.